# ديميتري كوفالينكو
ديميتري كوفالينكو (بالروسية: Коваленко, Дмитрий Владимирович)‏ هو لاعب كرة قدم روسي في مركز الدفاع، ولد في 2 أغسطس 1982 في ساروف في روسيا. لعب مع توربيدو جودينو وروتور فولغوغراد ونادي كراسنودار.

## وصلات خارجية
- ديميتري كوفالينكو على موقع قاعدة بيانات كرة القدم.إي يو (الإنجليزية)
- ديميتري كوفالينكو على موقع Soccerway.com (الإنجليزية)